# Gloeostereum
Gloeostereum é um gênero de fungos da família Cyphellaceae. Este é um gênero monotípico, ou seja, que contém uma única espécie, neste caso Gloeostereum incarnatum, um cogumelo comestível nativo da China. Na cultura chinesa, ele é chamado de yú ěr (榆耳; literalmente "orelha de olmo"). Às vezes é incluído em um prato vegetariano chamado Delícias de Buda.